# Califfato (serie televisiva)
Califfato (in lingua svedese: Kalifat) è una serie televisiva svedese del 2020. Non viene rinnovata per una seconda stagione. La serie è sul tema del fondamentalismo religioso.

## Trama
In Siria, a Raqqa, l'ISIS prepara degli attentati in Svezia. Pervin, moglie di uno dei jihadisti che però ha paura di morire, è in contatto con una agente del servizio anti-terrorismo della polizia svedese, Fatima, che le promette di farla tornare in Svezia con la sua bambina neonata se lei l'aiuterà a sventare gli attacchi. Nel frattempo a Stoccolma Ibbe, il "Viaggiatore", sotto le mentite spoglie di un aiutante di liceo, fa proseliti da radicalizzare tra le ragazze della scuola e le convince a partire per la Siria, dove a loro insaputa le attende un destino di umiliazioni. Tra loro ci sono Sulle, sua sorella minore Lisha e la loro amica Kerima.

## Episodi
| nº | Titolo originale | Titolo italiano | Pubblicazione originale | Pubblicazione Italia |
| -- | ---------------- | --------------- | ----------------------- | -------------------- |
| 1  | Avsnitt 1        | Episodio 1      | 2020                    | 2021                 |
| 2  | Avsnitt 2        | Episodio 2      | 2020                    | 2021                 |
| 3  | Avsnitt 3        | Episodio 3      | 2020                    | 2021                 |
| 4  | Avsnitt 4        | Episodio 4      | 2020                    | 2021                 |
| 5  | Avsnitt 5        | Episodio 5      | 2020                    | 2021                 |
| 6  | Avsnitt 6        | Episodio 6      | 2020                    | 2021                 |
| 7  | Avsnitt 7        | Episodio 7      | 2020                    | 2021                 |
| 8  | Avsnitt 8        | Episodio 8      | 2020                    | 2021                 |